# Chiba TV
Chiba TV – japońska stacja telewizyjna, założona w 1970 roku.